# 射狗母魚
射狗母魚（学名：Synodus jaculum），又名斑尾狗母魚、狗母梭、錦鱗蜥魚，為輻鰭魚綱仙女魚目合齒魚亞目合齒魚科的其中一種，分布於印度太平洋區，從東非至萊恩群島，北起伊豆群島、南迄澳洲新南威爾斯海域，棲息深度2-100公尺，體長可達20公分，為底棲性魚類，生活在沙石底質海域，屬肉食性，生活習性不明，可做為食用魚。